# Shohei Otsuka
Shohei Otsuka (Osaka, 11 april 1990) is een Japans voetballer.

## Carrière
Shohei Otsuka speelde tussen 2009 en 2012 voor Gamba Osaka. Hij tekende in 2012 bij JEF United Ichihara Chiba.